# Life is Strange
Life is Strange (укр. «Дивакувате життя») — епізодична відеогра з елементами пригоди в жанрі інтерактивного фільму, розроблена французькою компанією Dontnod Entertainment і видана Square Enix на платформах Microsoft Windows, PlayStation 4, PlayStation 3, Xbox One і Xbox 360. Реліз першого з п'яти епізодів відбувся 30 січня 2015 року. Гра є другим проєктом студії Dontnod Entertainment.
На виставці Е3 2017 було анонсовано приквел до гри під назвою Life is Strange: Before the Storm, випуск якого відбувся за півтора місяці потому, 31 серпня 2017 року. У грудні того ж року анонсовано вихід гри на мобільних платформах iOS та Android з модифікованим рушієм Unreal Engine 4 та інтерактивним режимом фотографії.

## Ігровий процес
Life is Strange — графічна пригодницька гра з виглядом від третьої особи в жанрі інтерактивного фільму, розділена на п'ять епізодів. Ігровий світ представлений лінійними локаціями з безліччю необов'язкових для взаємодії персонажів і предметів. Головна героїня коментує майже кожну таку взаємодію. Діалоги, подібно іншим іграм цього жанру, мають кілька варіантів відповіді. Але ключовою особливістю гри є здатність гравця повертати час назад на невеликий відрізок часу, що дозволяє або вибрати правильний варіант, або відкрити новий. Також в грі присутні елементи квесту: невеликі головоломки, зав'язані на використанні паранормальної здатності для досягнення певного місця або отримання якогось предмета.

## Розробка
Розробка Life is Strange почалася у квітні 2013 французькою студією Dontnod Entertainment. Епізодичний формат був обраний за творчих причин і у зв'язку з фінансовими обмеженнями. Ідея ігрової механіки, зав'язаної на маніпуляціях з часом, прийшла до розробників ще коли вони експериментували під час розробки першої гри студії Remember Me, чим вони хотіли виділити оповідання гри та розвиток персонажів серед інших ігор жанру графічної пригоди. Самі розробники відзначили, що «вибір і наслідок рівною мірою зіграють свою роль у подальшій розв'язці сюжету».
Один із засновників студії, Жан-Максим Моріс поділився, що при конструюванні сеттінгу та створенні художнього стилю гри, вони надихалися Тихим Північним-заходом (англ.) Рос. — західним регіоном Північної Америки на березі біля Тихого Океану. У грі розробники хотіли відтворити саме це місце, «надавши ностальгічну й осінню атмосферу і в кольорі, і в навколишньому світі». Для найбільш точного відтворення оточення команда вирушила туди, щоб зробити ряд фотографій і начерків. Пізніше вони проконсультувалися з командою Google Street View, щоб переконатися в якості виконаної роботи. Ще одним джерелом натхнення для розробників послужив роман Джерома Селінджера «Над прірвою у житі» і головна героїня Макс Колфілд була названа на честь головного героя роману Голдена Колфілда.
Попри присутність в грі надприродних явищ, розробники прагнуть до реалізму, тому «дані елементи більше служать метафорою внутрішнього конфлікту персонажів, ніж реаліями тамтешнього світу». Не беручи до уваги зовнішні відмінності Life is Strange і попередньої гри студії Remember Me, Моріс заявив, що в них розглядаються аналогічні теми: пам'ять і самовизначення, і уточнив, що, «якщо Remember Me розглядає людську пам'ять з цифрової точки зору, то Life is Strange швидше з аналогової».
Гра працює на рушії Unreal Engine 3.5, і використовує напрацювання студії, застосовані в Remember Me. При перемотуванні часу назад гравцем використовуються особливі візуальні ефекти, такі як пост-обробка, подвійна експозиція та інші. Всі використовувані в грі текстури намальовані вручну, щоб добитися ефекту так званої співкерівником студії Мішелем Кохом «імпресіоністичної візуалізації».
Life is Strange — це друга гра студії, в якій головним героєм виступає персонаж жіночої статі, що викликало обурення у видавців, які хотіли бачити на місці головного героя чоловіка. Моріс відповів на це, що студія не має жодних намірів виділитися даними чином, і що вони просто вибирають найбільш відповідні для історії рішення. Мішель Кох висловив думку, що, на його думку, стать головного героя не має абсолютно ніякого значення при створенні хорошої історії.

## Епізоди

### Синопсис
Дія гри відбувається в жовтні 2013. Після п'яти років відсутності підліток Максін (Макс) Колфілд повертається в рідне місто Аркадія-Бей в штаті Орегон, де її прийняли в престижну Академію Блеквелл. Тут вона зустрічає свою давню подругу Хлою Прайс, батько якої загинув в автокатастрофі незадовго до від'їзду Макс. Тоді убита горем Хлоя знайшла підтримку в особі дівчини Рейчел Ембер, яка таємничо зникає за пів року до повернення Максін.

### Епізод 1 — «Chrysalis» (укр. «Лялечка»)

#### Сюжет
Сюжет першого епізоду починається з кошмару головної героїні Макс Колфілд. Прокинувшись в нічному лісі під час шторму, не розуміючи, що відбувається, Макс пробирається через хащу до вершини кручі, де знаходиться прибережний маяк. Коли Макс добирається до нього, погода погіршується, і верхівка маяка падає поруч з головною героїнею. На цьому кошмар різко обривається, і Макс виявляє себе за партою на лекції в школі. Вона розуміє, що їй приснився кошмар. Після заняття вона йде до вбиральні, де вирішує сфотографувати метелика в самому кутку приміщення. У цей момент в туалет заходить юнак на ім'я Нейтан. Макс ховається за кабінкою і спостерігає за подіями. Потім у вбиральню заходить Хлоя Прайс, давня подруга Макс, але Макс не упізнає її. Хлоя сильно тисне на Нейтана й між ними розгорається конфлікт. Розлютившись, Нейтан дістає пістолет і після погроз випадково вистрілює в Хлою. Після події час починає йти назад і Макс знову потрапляє в клас в момент пробудження після кошмару. Дівчина розуміє, що якимось чином вміє звертати час назад. Перевіривши здібності, Макс повертається на місце події й запобігає вбивству, своєчасно натиснувши на кнопку пожежної тривоги.
Далі Макс направляється у свою кімнату в гуртожитку, по дорозі перевіряючи свої нові здібності. Там вона отримує повідомлення від її друга Воррена. Макс дізнається з записки на своєму столі, що флешка Воррена знаходиться у її сусідки Дани. Забравши флешку, героїня направляється на зустріч з Ворреном. Вона хоче розповісти йому про свої здібності, але їх перериває Нейтан. Макс проговорюється про те, що бачила сварку у вбиральні, після чого Нейтан починає погрожувати їй. Воррен заступається. У цей час до Макс під'їжджає Хлоя і вони швидко їдуть звідти на машині.
Макс і Хлоя впізнають одна одну. Макс просить вибачення, що довго не зв'язувалася з нею. Вони їдуть до неї додому, де Хлоя розповідає про зникнення своєї найкращої подруги Рейчел Ембер. Незабаром додому повертається Девід Медсен, вітчим Хлої й охоронець школи. Між ним і Хлоєю відбувається конфлікт, після якого Хлоя і Макс покидають будинок. Вони направляються до того маяка з кошмару Макс, де до неї приходить бачення. Вона знову бачить свій кошмар, і цього разу вона знаходить газету з датою «11 жовтня», до якої залишається чотири дні. Прокинувшись, вона розповідає Хлої про свої здібності, але та їй не вірить. Раптово починає йти сніг і Макс розуміє, що погода змінюється, і скоро почнеться шторм.

#### Критика
На зібранні Metacritic гра отримала такі показники: 78 балів на Microsoft Windows, 76 на PlayStation 4 і 77 на Xbox One. Вебсайт Game Rankings показав схожі результати: 78,38% на Microsoft Windows і PS4 і 78,73% на Xbox One. У рецензіях від різних видавців гра теж отримала високі оцінки.

### Епізод 2 — «Out of Time» (укр. «Вроздріб»)

#### Сюжет
Сюжет другого епізоду починається з кімнати Макс, яка, прокинувшись, прямує в душову кімнату і виявляє там Кейт Марш, з якою відбувається недовгий діалог і головна героїня направляється в душ. Під час прийняття водних процедур вона стає мимовільним свідком знущання з Кейт з приводу якогось «відео», знятого на одній з тусовок місцевого академклуба.
Цим же ранком Макс отримує СМС від Хлої, із запрошенням зустрітися в кафе «Два кити», де Макс розкриває потенціал своїх здібностей: вгадує, що в Хлої в кишенях і передбачає майбутнє на 30 секунд вперед. Хлоя загоряється ідеєю і веде Макс у свій «притулок» постріляти по пляшках вкраденим у вітчима пістолетом.
В одному з таких «випробувань» головній героїні стає недобре і вона непритомніє, їй знову бачиться маяк і бурхливий ураган. Коли Макс приходить до тями, дівчата стикаються зі «знайомим» Хлої, наркоторговцем Френком, якому Хлоя заборгувала грошей, і йдуть гуляти по рейках, тому, що «Моє безпечне місце виявилося не таким вже й безпечним».
Повернувшись в Блеквел, вона застає свого вчителя містера Джеферсона та Кейт Марш, яка пішла з уроків, оскільки чутки про «відео» і знущання з цього приводу підкосили психіку віруючої дівчини.
Не встигнувши початися, урок закінчується тим, що в клас вбігає Закарі з новиною «Там таке твориться біля жіночого гуртожитку!». 
Як виявилося, за галасом навколо гуртожитку стояла ніхто інша, як Кейт, яка намагається покінчити життя самогубством, зістрибнувши з даху. Макс зупиняє час і втрачає на час свою «силу», і їй доводиться самій відрадити Кейт не робити цього. Залежно від попередніх дій гравця Кейт вирішує, стрибати або відмовитися від рішення.
Кінець епізоду відбувається в кабінеті ректора, в якому Макс повинна вирішити, кого звинуватити в спробі самогубства Кейт: Нейтана, містера Медсена або містера Джеферсона. Потім Макс і Воррен сидять на сходах академії й спостерігають несподіване сонячне затемнення.

#### Критика
Другий епізод також отримав позитивні відгуки. Metacritic встановив такі оцінки: 77 на PC, 78 на Playstation 4 й 73 бали на Xbox One. На Game Rankings гра має вищі результати: 80,29 % на PC, 78,86 % на PS4, 71,9 % на Xbox One.